# Artomyces piperatus
Artomyces piperatus är en svampart som först beskrevs av Calvin Henry Kauffman, och fick sitt nu gällande namn av Jülich 1982. Artomyces piperatus ingår i släktet Artomyces och familjen Auriscalpiaceae.   Inga underarter finns listade i Catalogue of Life.